# Archaeobalaninae
Sous-famille
Synonymes
- famille des Archaeobalanidae Newman & Ross, 1976

Les Archaeobalaninae sont une sous-famille des Balanidae, des crustacés du sous-ordre des Balanomorpha (balanes).

## Systématique
La sous-famille des Archaeobalaninae, ainsi que la famille des Archaeobalanidae, ont été créées en 1976 par William Anderson Newman (d) (1927-2020) et Arnold Ross (d) (1936-2006),.
La famille des Archaeobalanidae est désormais considérée par le World Register of Marine Species (15 juin 2022) comme un taxon invalide avec un rattachement de la sous-famille des Archaeobalaninae à la famille des Balanidae.

## Liste des genres
Selon World Register of Marine Species (15 juin 2022) :
- genre Actinobalanus Moroni, 1967
- genre Armatobalanus Hoek, 1913
- genre Bathybalanus Hoek, 1913
- genre Chirona Gray, 1835
- genre Conopea Say, 1822
- genre Hesperibalanus Pilsbry, 1916
- genre Membranobalanus Hoek, 1913
- genre Notobalanus Newman & Ross, 1976
- genre Solidobalanus Hoek, 1913
- genre Striatobalanus Hoek, 1913

## Publication originale
- (en) William A. Newman et Arnold Ross, « Revision of the balanomorph barnacles; including a catalog of the species », Memoirs of the San Diego Society of Natural History, San Diego, vol. 9,‎ 31 mars 1976, p. 1-108 (ISSN 0080-5920, OCLC 1383670, lire en ligne).